# Kyohei Yamagata
Kyohei Yamagata (山形 恭平 Yamagata Kyohei?, nacido el 7 de septiembre de 1981 en Fukuoka) es un exfutbolista japonés. Jugaba de centrocampista y su último club fue el V-Varen Nagasaki de Japón.

## Trayectoria

### Clubes
| Club                | País  | Año         |
| ------------------- | ----- | ----------- |
| Sanfrecce Hiroshima | Japón | 2000 - 2003 |
| Avispa Fukuoka      | Japón | 2004 - 2007 |
| V-Varen Nagasaki    | Japón | 2008        |